# Rutilia cryptica
Rutilia cryptica là một loài ruồi trong họ Tachinidae.